# Кандия Канавезе
Ка̀ндия Канавѐзе (на италиански: Candia Canavese; на пиемонтски: Cangia, Канджа) е село и община в Метрополен град Торино, регион Пиемонт, Северна Италия. Разположено е на 285 m надморска височина. Към 1 януари 2020 г. населението на общината е 1214 души, от които 90 са чужди граждани.